# Андреј Ланишек
Андреј Ланишек (Љубљана, 13. октобар 1957) бивши је југословенски биатлонац. Био је члан Ски клуба Камник из Камника. Са биатлонцима Марјаном Видмаром, Јуром Велепецом, Томиславом Лопатићем, Зораном Ћосићем и Фрањом Јаковцем представљао је Југославију на Зимским олимпијским играма 1984. године у Сарајеву. Такмичио се у три биатлонске дисциплине појединачној трци на 20 км, спринт на 10 км и штафетној трци. Три пута је учествовао на Светским првенствима у биатлону од 1979. до 1984. годинее.

## Резултати са великих такмичења
| Резултати на Зимским олимпијским играма. | Резултати на Зимским олимпијским играма. | Резултати на Зимским олимпијским играма. | Резултати на Зимским олимпијским играма. | Резултати на Зимским олимпијским играма. | Резултати на Зимским олимпијским играма. | Резултати на Зимским олимпијским играма. |
| Година                                   | Појединачно                              | Спринт                                   | Потера                                   | Масовни старт                            | Штафета                                  | Меш. штафета                             |
| ---------------------------------------- | ---------------------------------------- | ---------------------------------------- | ---------------------------------------- | ---------------------------------------- | ---------------------------------------- | ---------------------------------------- |
| 1984. Сарајево                           | 41                                       | 49                                       | -                                        | -                                        | 17                                       |                                          |
| Резултаи на светским првенствима         |                                          |                                          |                                          |                                          |                                          |                                          |
| 1979. Руполдинг                          | 65                                       | 72                                       | -                                        | -                                        | 17                                       | -                                        |
| 1981. Лахти                              | -                                        | 68                                       | -                                        | -                                        | -                                        | -                                        |
| 1983. Антхолц                            | 57                                       |                                          | 60                                       | -                                        | -                                        | -                                        |